# Moha Gerehou
Moha Gerehou (Huesca, 1992) es un periodista y activista de nacionalidad española y gambiana, militante en la lucha contra el racismo. En 2020, fue distinguido como European Young Leader por el uso de herramientas multimedia para trasmitir su mensaje contra el racismo y la discriminación.

## Trayectoria
Gerehou nació en 1992 en Huesca, hijo de padres originarios de Gambia que emigraron a España. Se formó como periodista en la Universidad Complutense de Madrid (UCM), donde se graduó en 2014. Empezó a trabajar en ElDiario.es, donde se especializó en la gestión de redes sociales y la creación de contenido enfocado en temas de racismo y migración. Ha participado como orador en los campus de la Universidad de Siracusa y de la Universidad Stanford en Madrid. Además, colabora en medios de prensa escrita, radio y televisión, como Televisión Española, Aragón TV, Vogue o ElDiario.es.
Paralelamente a su labor periodística, Gerehou ha militado en la lucha contra el racismo. Participó en la organización SOS Racismo Madrid, donde ejerció como presidente desde 2016 hasta 2018. Durante su mandato, en el que fue uno de los impulsores de la Marcha Antirracista de 2017, escribió el monólogo titulado Cómo sería mi vida si fuera un negro de película. Esta obra, donde utiliza el humor, la ironía y la crítica para desmontar los estereotipos raciales prevalentes en películas, series, anuncios y fotografías, refleja su enfoque crítico hacia las cuestiones de raza y representación en los medios.
En 2019, participó en la obra colectiva titulada Lost in Media: Migrant Perspectives and the Public Sphere que reúne nueve ensayos críticos sobre la representación de los migrantes en los medios europeos. Publicado en cooperación con la Fundación Cultural Europea, plantea que aunque los migrantes han llegado a Europa, no han sido integrados adecuadamente en la esfera pública. El libro argumenta que para que los migrantes y refugiados sean reconocidos como verdaderos ciudadanos en Europa, deben participar directamente en el debate público.
Gerehou publicó en 2021 el libro Qué hace un negro como tú en un sitio como este, un testimonio personal sobre el racismo en España a través de su propia experiencia. Comienza el relato revelando su lucha personal con su identidad racial y cómo esto ha afectado su percepción de sí mismo y su interacción con la sociedad. Además, sitúa a las personas racializadas como sujetos políticos activos, y ofrece una visión crítica de las estructuras raciales.
En 2023, estrenó en el Teatro del Barrio el monólogo titulado Infiltrado en VOX, escrito junto a Anahí Beholí y Claudia Coelho. La obra satírica, que utiliza la técnica de imagen deepfake con creaciones del colectivo artístico United Unknown, permite a Gerehou meterse en la piel de uno de los militantes del partido de ultraderecha Vox liderado por Santiago Abascal, para cuestionar y criticar el racismo y la desinformación.

## Obra
- 2017 – Cómo sería mi vida si fuera un negro de película. Monólogo
- 2019 – Lost in Media: Migrant Perspectives and the Public Sphere. VVAA. Fundación Cultural Europea. ISBN 978-94-92095-68-8.
- 2021 – Qué hace un negro como tú en un sitio como éste. Ediciones Península. ISBN 978-84-9942-985-4.
- 2023 – Infiltrado en VOX. Monólogo escrito junto a Anahí Beholí y Claudia Coelho

### Traducción
- 2020 – Bebé antirracista. Texto de Ibram X. Kendi, ilustración de Ashley Lukashevsky. Editorial Astronave. ISBN 978-84-679-4324-5.[15]
- 2021 – Marginados: Un manifiesto personal. Texto de Michaela Coel. Editorial Temas de Hoy. ISBN 978-84-9998-895-5.[16]

## Reconocimientos
En 2020, Gerehou fue distinguido por el think tank independiente Friends of Europe, fundada en Bruselas en 1999, como European Young Leader, junto a otras personalidades de la política, el arte o el activismo. La organización destacó el uso que Gerehou hace de las herramientas multimedia para trasmitir su mensaje contra el racismo y la discriminación.